# Gefäß (Anatomie)
Ein Gefäß (Wortherkunft siehe unter Behälter; synonym lateinisch-anatomisch vas, im klinischen Gebrauch Kombinationen mit angio- von altgriechisch αγγεῖον, „Gefäß“) ist ein schlauchförmiger Leitungsabschnitt für die Körperflüssigkeiten Blut und Lymphe bei Menschen und Tieren. Den Innendurchmesser der Gefäße nennt man auch Kaliber. Nach der Art der transportierten Flüssigkeit unterscheidet man:
- Blutgefäße (Arterien, Venen, Kapillaren)
- Lymphgefäße (Lymphkapillaren, Kollektoren, Lymphsammelstämme)

Unabhängig von der Art der transportierten Flüssigkeit zeigt der Wandaufbau größerer Gefäße eine typische Dreischichtung in:
- Tunica intima (kurz auch: Intima)
- Tunica media (Media)
- Tunica adventitia (Adventitia).

Kapillaren besitzen nur eine Intima mit einer Basalmembran.
Die Versorgung der Gefäßwände erfolgt bei kleineren Blutgefäßen über die Flüssigkeit im Lumen durch Diffusion, größere Gefäße besitzen eigene kleine Versorgungsgefäße (Vasa vasorum), die in der Adventitia des zu versorgenden Gefäßes liegen. Die Vorspannung der Gefäßwand wird über vegetative, vorwiegend sympathische Nervenfasern gesteuert.
Die Entzündung eines Blutgefäßes wird als Vaskulitis (Arteriitis bei Schlagadern, Phlebitis bei Venen) bezeichnet und kann zu einer Zerstörung der Gefäßwand (Gefäßnekrose) führen und auf die Umgebung übergreifen.
Transportschläuche für andere Körperflüssigkeiten (z. B. Speichel,  Tränenflüssigkeit und andere Drüsensekrete) bezeichnet man als Gang (lateinisch-anatomisch ductus).